# De Zulthe

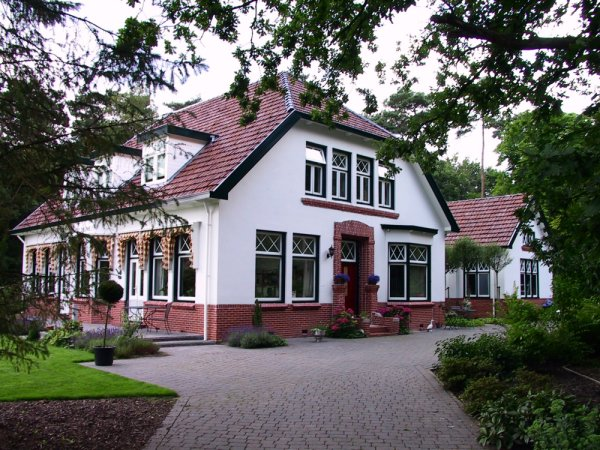
De Zulthe (2008)

De Zulthe is een landhuis, gebouwd in 1925 aan de rand van het Maatlandenbos bij Roden in de Nederlandse provincie Drenthe.

## Geschiedenis
Het huis werd van 1925 tot 1963 gebruikt om verzwakte kinderen te laten herstellen. Tijdens de Eerste Wereldoorlog verbleven kinderen uit Wenen enige tijd in Nederland om aan te sterken. Eén meisje kwam terecht bij Roelof Deodatus in Roden en knapte snel op. Daardoor geïnspireerd richtte Deodatus het particuliere kinderherstellingsoord De Zulthe (naar de streek de Zulthe) op, dat Nederlandse kinderen opnam met een zwakke gezondheid, een beginnende tuberculose of Engelse ziekte. Het ging om het verhogen van hun weerstandsvermogen.
Het gebouw telde diverse slaapkamers, een grote keuken, een eetkamer, een speelkamer, een voorraadkelder en een grote zolder. Er was stromend water en centrale verwarming. In het bos bevond zich een openluchtschooltje.

### Vasalis
Vanaf 1964 bewoonde de familie Droogleever Fortuyn het huis. De psychiater en dichteres Margaretha Droogleever Fortuyn-Leenmans (beter bekend onder haar pseudoniem M. Vasalis) woonde tot haar overlijden in 1998 in De Zulthe.
Het huis is sindsdien in gebruik als pension voor logies en ontbijt.